# سفارت کره شمالی در پکن
سفارت کره شمالی در پکن (به لاتین: Embassy of North Korea) یک سفارت در چین است که در ناحیه چاویانگ واقع شده‌است.